# Pero dyari
Pero dyari là một loài bướm đêm trong họ Geometridae.